# Anton Hafner
Anton Hafner (2 de junho de 1918 - 17 de outubro de 1944) foi um oficial alemão que serviu na Luftwaffe durante a Segunda Guerra Mundial. Foi condecorado com a Cruz de Cavaleiro da Cruz de Ferro com Folhas de Carvalho.

## Condecorações
| Cruz de Ferro (1939) 2ª Classe                                   | 6 de julho de 1941   |
| Cruz de Ferro (1939) 1ª Classe                                   | 18 de julho de 1941  |
| Troféu de Honra da Luftwaffe                                     | 27 de abril de 1942  |
| Cruz Germânica em Ouro                                           | 22 de maio de 1942   |
| Cruz de Cavaleiro da Cruz de Ferro                               | 23 de agosto de 1942 |
| Cruz de Cavaleiro da Cruz de Ferro com Folhas de Carvalho nº 452 | 11 de abril de 1944  |